# Luzjniki Stadion
Luzjniki Stadion (russisk: Стадион "Лужники") er det største stadion i Rusland. Det ligger i Moskva og har plads til 81.000 siddende tilskuere. Det blev indviet 31. juli 1956, og er siden flere gange blev ombygget, senest i forbindelse med det russiske værtsskab ved VM i 2018. Det er hjemmebane for det russiske landshold. Tidligere var det også hjemmebane for Spartak Moskva, der dog nu spiller på Otkrytije Arena.
21. maj 2008 blev Champions League-finalen spillet på banen. Det blev også brugt under sommer-OL 1980.
I de senere år har der desuden været afholdt en række koncerter på Luzjniki med blandt andet Bon Jovi, Scorpions, Mötley Crüe og Madonna.

## VM i 2018
Som et ud af i alt 12 stadioner blev Luzjniki Stadion udvalgt som spillested ved VM i fodbold 2018. Det blev besluttet, at stadion skulle lægge græs til fire gruppespilskampe (herunder Danmarks opgør mod Frankrig, én 1/8-finale, én semifinale samt finalen.

## Galleri
- Sommer-OL 1980 på Luzjniki Stadion
- Luzjniki Stadion
- Indenfor på Luzjniki Stadion
- Ombygning i gang på Luzjniki Stadion
- Luzjniki Stadion